# Tamagnino
Antonio della Porta, detto Tamagnino (Osteno, 1471 circa – Porlezza, 1520 circa), è stato uno scultore italiano.

## Biografia

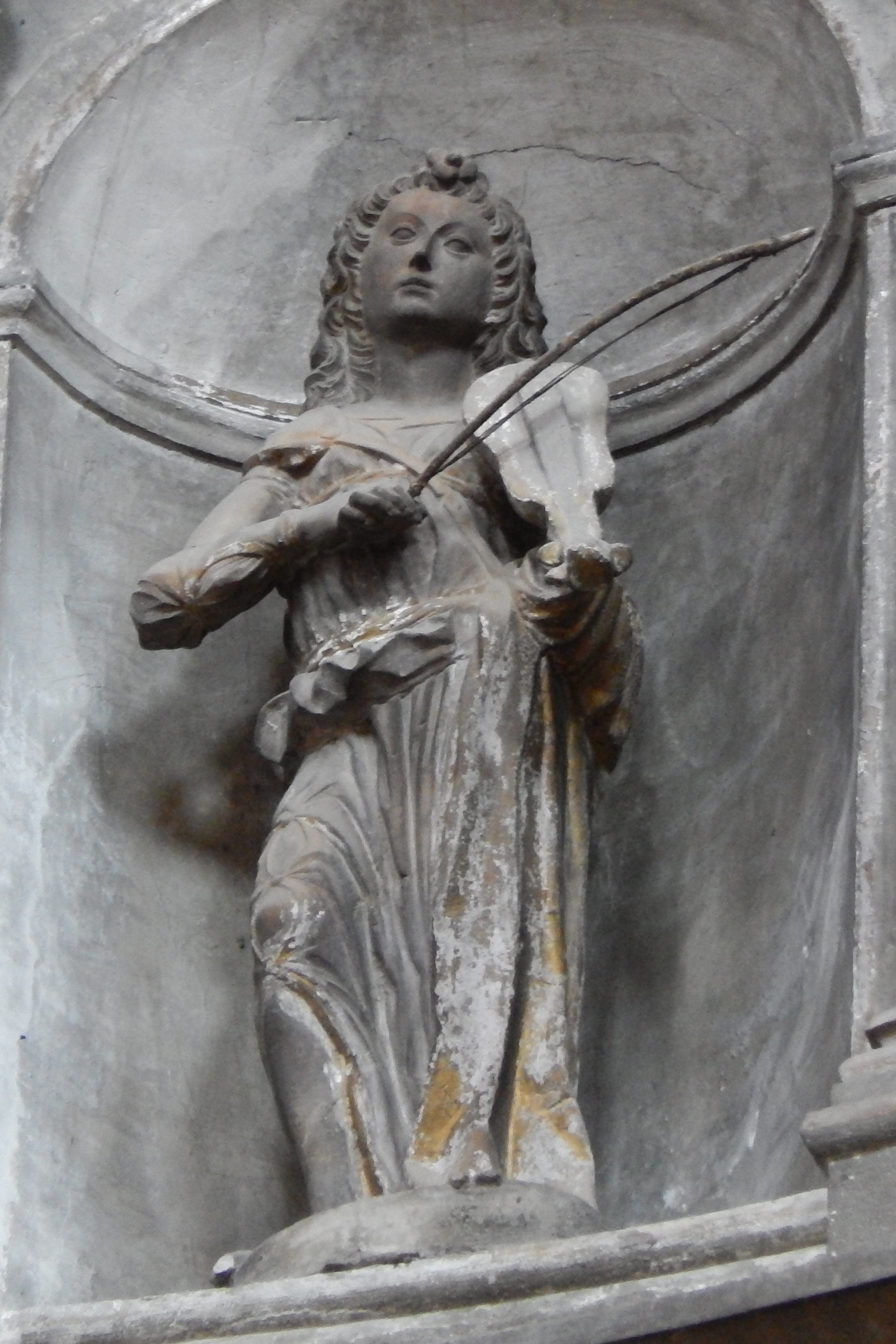
Brescia, Santa Maria dei Miracoli, Angelo musicante

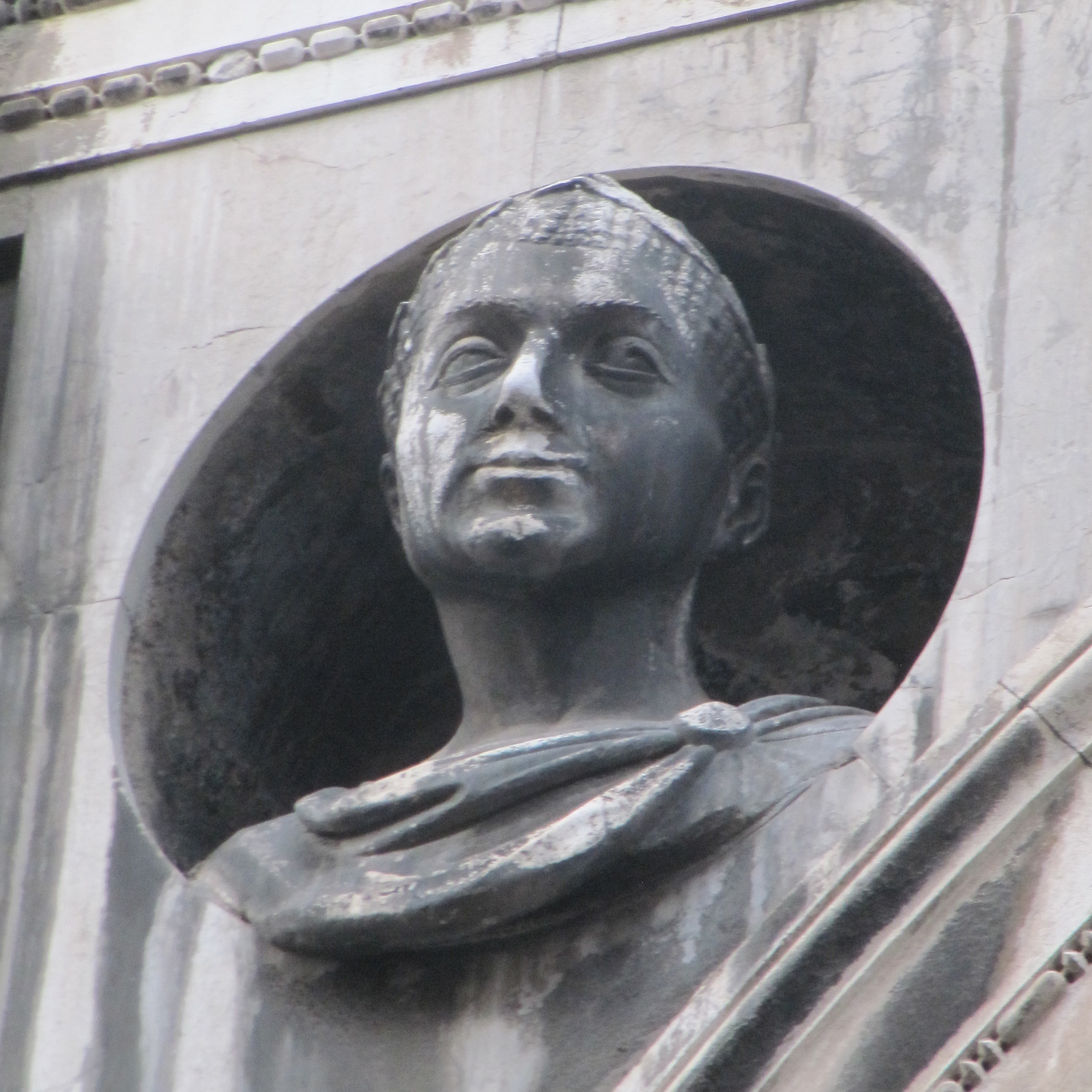
Uno dei Cesari del Tamagnino per il palazzo della Loggia di Brescia.

Scultore ed ornatista, appartenente ad una nota famiglia di artisti di Porlezza, era figlio di Giacomo (1430-1481), anch'egli scultore, fratello di Guglielmo e di Bartolomeo (1460-1514). Sua madre era sorella di Maddalena Solari, figlia di Guiniforte Solari, ingegnere capo del Duomo di Milano. Il 9 giugno 1484 è citato come teste nel contratto di affitto della casa di Milano di Giovanni Antonio Amadeo, suo zio materno. 

### L'esordio in Santa Maria dei Miracoli a Brescia
Compare a Brescia all'inizio del 1489, quando consegna un ciclo di dodici Angeli per la prima cupola della chiesa di Santa Maria dei Miracoli a Brescia, di cui sono pervenuti solo dieci esemplari, eseguiti approssimativamente nello stesso periodo in cui Gasparo Cairano eseguiva i suoi dodici Apostoli di contrappunto, pagati il 24 dicembre 1489.
In generale, tutta la produzione lapidea del cantiere di Santa Maria dei Miracoli eseguita nel decennio successivo al ciclo degli Apostoli, limitatamente a quanto presente all'interno dell'edificio, è riconducibile al Cairano e ai suoi collaboratori. Non è da escludere che quest'opera propedeutica portasse in seno proprio il diritto a proseguire i lavori, in un vero e proprio confronto disputato tra Cairano e il Tamagnino. Notare, comunque, che il ciclo di Angeli del Tamagnino si pone a un livello di qualità artistica decisamente superiore a quello degli Apostoli del Cairano, fosse solo per la relativa modernità dei primi, rivolti verso il nuovo classicismo veneziano di Antonio Rizzo, ma anche per la superiore qualità tecnica. È probabile, quindi, che a supporto di Gasparo vi fosse un qualche favore locale che gli consentì di affermarsi sul Tamagnino indipendentemente dalle proprie iniziali capacità artistiche, ancora in fase di sviluppo. Oltre agli Angeli, il Tamagnino consegna anche tre dei quattro busti clipeati per i pennacchi della prima cupola con i Dottori della Chiesa, più due tondi minori per il fregio della navata centrale: per questi cinque manufatti, tre dei quali molto grandi, e per i dodici Angeli, lo scultore riceve dalla Fabbrica del santuario un compenso inferiore a quello corrisposto al Cairano per i soli Apostoli.

### Nel cantiere della Certosa di Pavia
Può essere ricercata in questa palese differenza di trattamento la più plausibile spiegazione all'immediata partenza dell'artista da Brescia, a cantiere del santuario ancora aperto, trovando evidentemente il suo lavoro sottovalutato, nonché sottopagato, in relazione addirittura con la produzione di un artista molto meno capace di lui. L'alternativa del Tamagnino al non gratificante cantiere bresciano è la prestigiosissima commessa per la facciata della Certosa di Pavia, da seguire sotto la direzione del padrino Amadeo e di Antonio Mantegazza. Il patto societario tra l'artista e i due scultori viene stretto nel maggio 1492 e apre al Tamagnino un'esperienza formativa unica, nonché un notevole salto di carriera.

### Il ritorno a Brescia e il palazzo della Loggia
Nel 1499 il ducato di Milano viene conquistato dai francesi, provocando una diaspora di artisti dalla città verso tutto il nord Italia e oltre. È forse questa la ragione del ritorno a Brescia del Tamagnino, al quale gli si presenta comunque l'allettante commessa dell'apparato lapideo dell'erigendo palazzo della Loggia, al quale egli partecipa tra il novembre 1499 e il giugno 1500. La fabbrica, aperta nel 1492 alla dipartita dello scultore dalla città, è in quel momento ormai egemonizzata dalla figura di Gasparo Cairano, già da qualche anno incoronato alla stregua di scultore di corte dalle alte cariche bresciane, pubbliche e private. I due artisti, pertanto, un decennio dopo il comune esordio, tornano a confrontarsi sulla scena del più importante cantiere bresciano del momento.
All'arrivo del Tamagnino nel 1499, il Cairano ha già consegnato almeno cinque Cesari e diverso altro materiale lapideo, tuttavia in quell'anno è registrato solamente il pagamento di una protome virile, dato che il lavoro dell'artista è completamente assorbito dai due Trofei angolari giganti, da poco cominciati. Nel novembre 1499, il Tamagnino si insidia rumorosamente nel monopolio del concorrente, consegnando ben quattro Cesari e tre protomi leonine e mettendo in mostra le sue capacità e il suo calibro. Tuttavia, nei sette mesi successivi le consegne dello scultore prendono uno strano andamento: mentre al Cairano si susseguono anticipi e saldi per i soli Trofei, in una vera e propria cesura produttiva che non registra altri suoi lavori, il Tamagnino realizza due soli Cesari e ben diciassette protomi leonine, la più ingente quantità di questi pezzi registrata nel cantiere della Loggia in un periodo così ristretto. Notare che il ciclo delle protomi leonine prevedeva manufatti molto più seriali e ripetitivi di quello delle protomi virili, tanto da essere considerato secondario e al quale operarono molti altri lapicidi di bassa levatura. Inoltre, ogni opera del Tamagnino viene pagata palesemente molto meno rispetto ai saldi medi per i manufatti dello stesso tipo.
I suoi Cesari, sei in totale e pure assolutamente pregevoli, vengono praticamente relegati sui due fianchi sud e ovest, di fatto sul retro del palazzo e nell'angolo meno frequentato. Davanti a tale deprezzamento del proprio lavoro, diventa plausibile l'idea che con il sesto e ultimo Cesare consegnato, identificabile nell'esemplare più scadente dell'intero ciclo, il Tamagnino intendesse schernire collega e committenti, che per la seconda volta a Brescia ne avevano sabotato il successo, o quantomeno il giusto riconoscimento, ignorando e sottostimando il suo lavoro. Dopo questi eventi, il Tamagnino abbandona Brescia probabilmente per sempre, lasciando Gasparo Cairano unico protagonista del panorama artistico scultoreo locale.

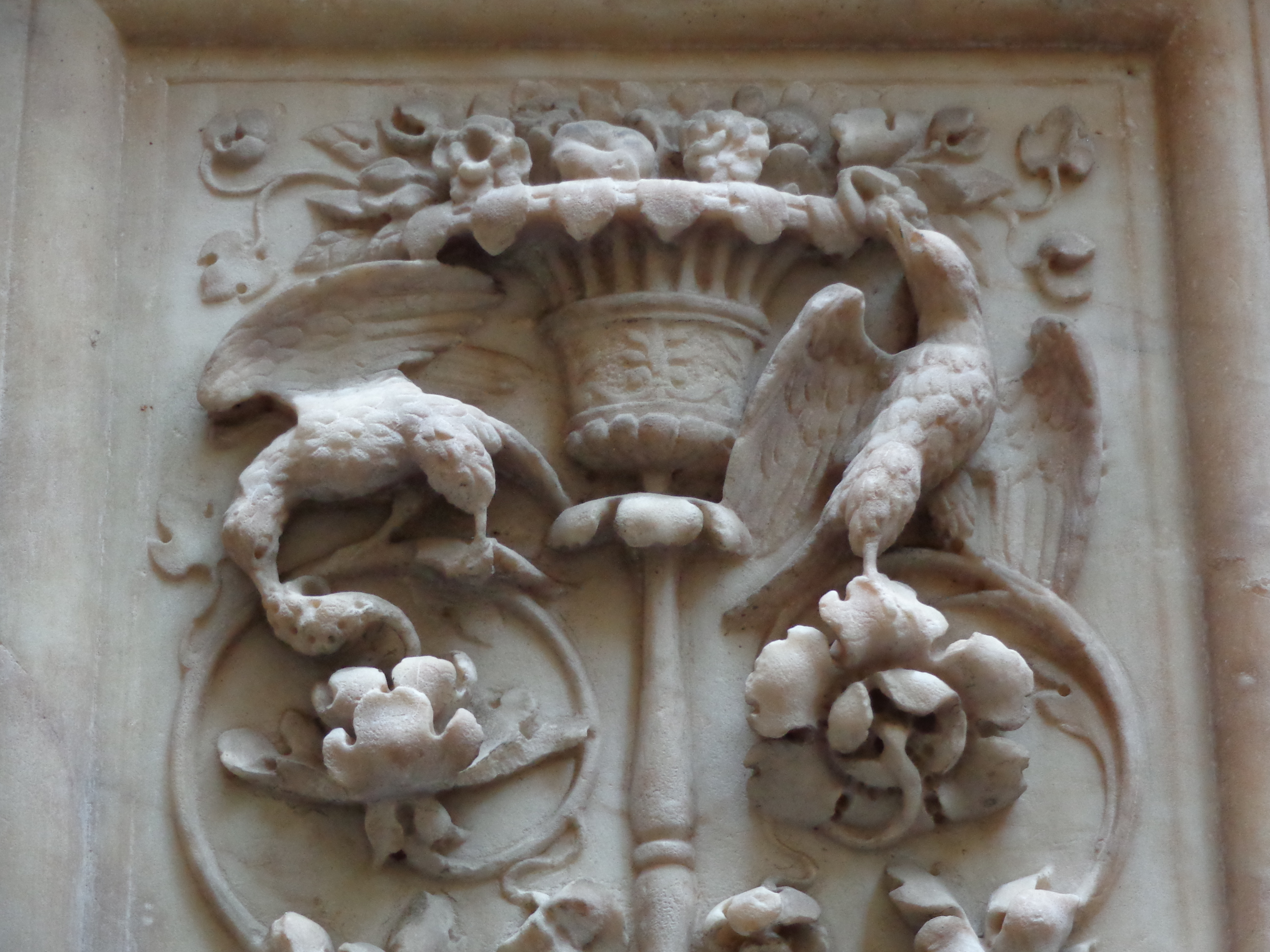
Genova, Palazzo Lorenzo Cattaneo, particolare della decorazione del portale

Del 1500 è il busto di Acellino Salvago, suo capolavoro, conservato al Kaiser Friedrich Museum di Berlino.

### A Genova
A Genova nel 1501 nella chiesa di San Teodoro assieme a Pace Gaggini realizza la decorazione scultorea interna della Cappella Lomellini. Nel 1504 è documentato il progetto e l'esecuzione del portale del palazzo di Lorenzo Cattaneo. Nel 1509 per Palazzo San Giorgio esegue le statue di Luciano Grimaldi e Antonio Doria e una cancellata marmorea per la chiesa di Santa Maria di Castello.. 
Negli anni che vanno dal 1512 al 1519 lo ritroviamo attivo alla Certosa di Pavia per cui scolpisce due busti di profeti posti sopra le finestre della facciata e tante altre statue a 40 scudi l'una.